# Jiří Hůla

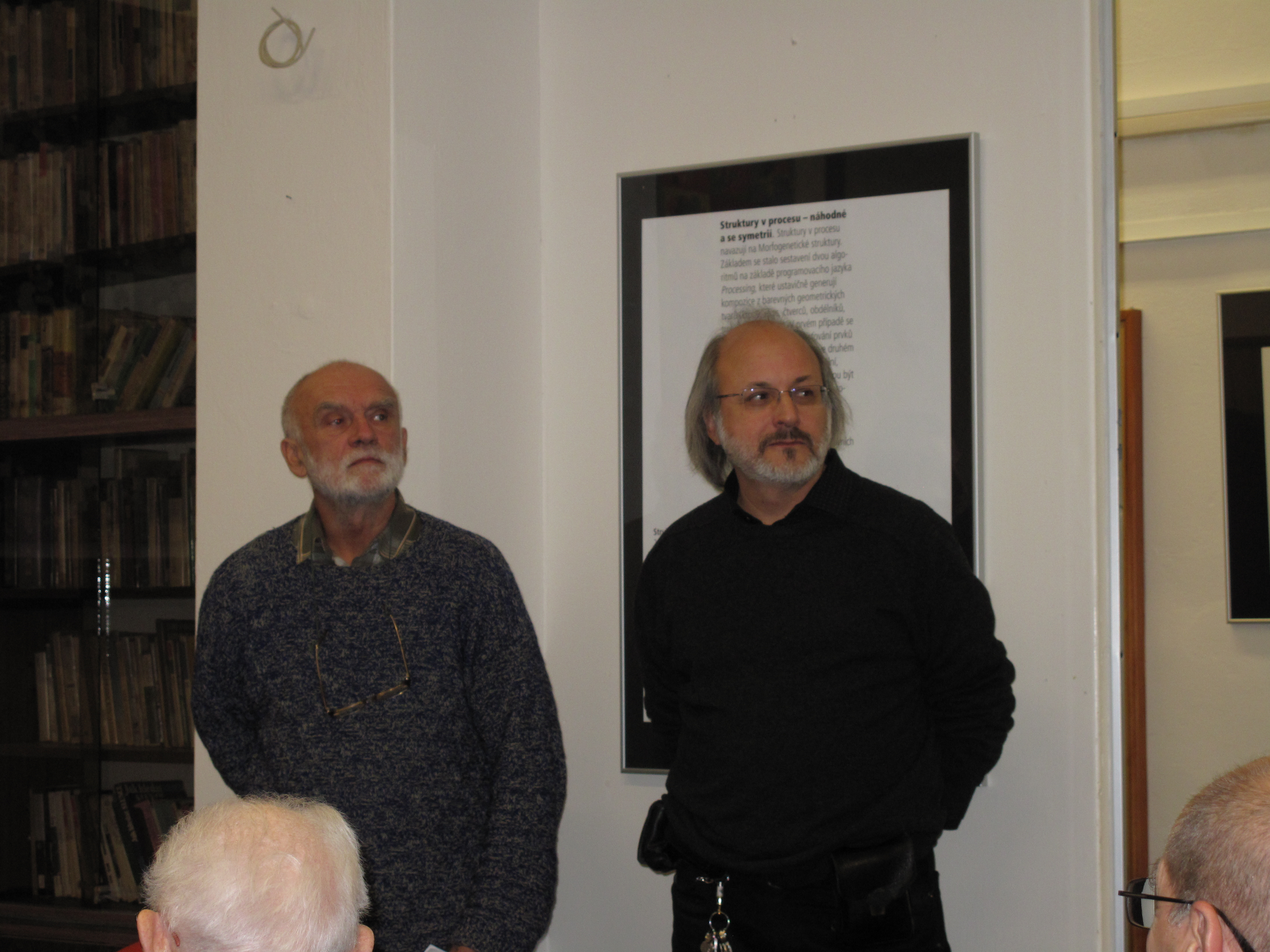
Jiří Hůla (vlevo) na vernisáži Proměnlivé struktury

Jiří Hůla (7. června 1944 Praha – 23. září 2022) byl český výtvarník, grafik, publicista, archivář, teoretik výtvarného umění a autor vizuální poezie.
V letech 1961–1966 vystudoval na Přírodovědecké fakultě Univerzity Palackého v Olomouci obor matematika a tělesná výchova. V roce 1983 otevřel se svým bratrem Zdenkem Hůlou v rodinném domě v Kostelci nad Černými lesy Galerii H, kde v roce 1984 založil Studijní archiv GH (Archiv výtvarného umění), který je dnes zřejmě největší specializovanou sbírkou materiálů o současném českém a slovenském výtvarném umění. Věnoval se zejména práci na informačním systému abART, který byl vyvinut pro zpracování dokumentů uložených v archivu a slouží od roku 2003 jako obsáhlá internetová databáze českého a slovenského výtvarného umění.
Jeho dcerou je výtvarnice animovaných filmů a ilustrátorka Galina Miklínová.